# Proterospastis brandbergica
Proterospastis brandbergica är en fjärilsart som beskrevs av László Anthony Gozmány. Proterospastis brandbergica ingår i släktet Proterospastis och familjen äkta malar. Inga underarter finns listade i Catalogue of Life.